# Masacre del convoy humanitario de Rafah en marzo de 2025
La masacre del convoy humanitario fue un ataque llevado a cabo por las Fuerzas de Defensa de Israel (FDI) el 23 de marzo de 2025 contra varios vehículos humanitarios, incluidas cinco ambulancias, un camión de bomberos y un vehículo de las Naciones Unidas, en la zona de Al-Hashashin, al sur de Rafah, en la Franja de Gaza. La masacre causó la muerte de al menos quince trabajadores humanitarios, entre ellos ocho miembros de la Media Luna Roja Palestina, cinco miembros de la defensa civil y un empleado de una agencia de la ONU. No fue hasta el 30 de marzo que se recuperó la mayoría de los cuerpos desaparecidos de una fosa común en Rafah. La Federación Internacional de Sociedades de la Cruz Roja y de la Media Luna Roja (FICR) condenó los ataques y afirmó que fueron los más mortíferos para sus trabajadores en casi una década.

## Antecedentes
El 18 de marzo de 2025, por la noche Israel lanzó una serie de ataques aéreos por sorpresa  contra diversos puntos de la Franja de Gaza, poniendo fin de manera efectiva al alto el fuego pactado entre Hamás e Israel y reanudando la guerra. El ataque con misiles y artillería de Israel mató a más de 400 palestinos, incluidos 263 mujeres y niños, convirtiéndolo en uno de los días más mortíferos en la guerra de Gaza.

## Masacre
El 23 de marzo de 2025, soldados israelíes dispararon contra cinco ambulancias y un camión de bomberos, uno por uno. Los vehículos humanitarios fueron aplastados y cubiertos de arena en un aparente intento de encubrir los asesinatos, mientras que los trabajadores humanitarios, uniformados, permanecieron desaparecidos en una fosa común durante ocho días. Las ambulancias tiroteadas por las fuerzas israelíes había sido enviadas inicialmente a la zona de Al-Hashashin para auxiliar a las víctimas causadas por los ataques israelíes en la zona, antes de ser rodeadas por tropas israelíes y perder contacto con los operadores. Los paramédicos que fueron a buscarlos resultaron muertos o heridos. Según el analista forense Ahmad Dhaher, quien examinó cinco de los cuerpos, los trabajadores humanitarios fueron asesinados a quemarropa en ejecuciones sumarias, con heridas de bala específicas e intencionadas en la cabeza y el corazón.
El 29 de marzo, miembros de la Media Luna Roja palestina y del personal internacional de la Cruz Roja encontraron el cuerpo «en pedazos desmembrados» del líder de un equipo de rescate que desapareció una semana antes en el campo de refugiados de Tel al-Sultán. Según declaró en un comunicado la Media Luna Roja, las fuerzas de ocupación israelíes atacaron directamente a la tripulación durante su incursión, luego alteraron deliberadamente la zona y ocultaron los cadáveres de algunos civiles utilizando excavadoras y maquinaria pesada. 
El día siguiente, la Media Luna Roja Palestina recuperó los restantes catorce cadáveres de los trabajadores sanitarios desaparecidos desde hacía una semana, cuando respondían a una llamada de emergencia para atender a un grupo de personas heridas por ataques con artillería de Israel en la zona Hashashin, en Rafah, incluidos ocho técnicos de la Media Luna Roja palestina. Según denunció la organización humanitaria «Algunos de estos cuerpos fueron atados, tienen disparos en el pecho y fueron enterrados en un agujero profundo para que no se pudieran encontrar pruebas». Los otros cuerpos son de cinco miembros de Protección Civil y un trabajador de Naciones Unidas. Los cuerpos fueron recuperados de una fosa común en la que fueron enterrados por las tropas israelíes junto a sus vehículos tras el ataque del Ejército de Israel en los alrededores de la ciudad de Rafah.
Las autoridades militares israelíes alegaron que sus tropas habían disparado contra vehículos que avanzaban en la oscuridad de forma «sospechosa», sin luces delanteras ni señales de emergencia. Declararon también que el movimiento de los vehículos no se había coordinado ni acordado previamente con el ejército y aseguraron que entre los muertos se encontraban un agente de Hamás y otros ocho terroristas. No aportaron prueba alguna de sus afirmaciones.
Una grabación de video descubierta en el teléfono móvil de uno de los médicos asesinados y publicada por la Media Luna Roja contradice la versión israelí del incidente. Muestra las ambulancias y el camión de bomberos claramente señalizados con las luces de emergencia encendidas mientras las tropas israelíes los atacaban con una ráfaga de disparos, matando a todos los sanitarios. Todos los miembros del convoy llevaban el uniforme de la Media Luna Roja o de la Defensa Civil gazatí, que tiene bandas reflectantes para ser fácilmente identificable en la oscuridad, sobre todo con las luces de las sirenas y los focos de las ambulancias encendidos. En el video, un paramédico recita la Shahada, pide perdón a su madre y señala que eligió el camino de ayudar a los demás. Posteriormente, el paramédico fue encontrado en la fosa común con una bala en la cabeza. The New York Times analizó imágenes por satélite que mostraban a las fuerzas israelíes arrasando el lugar tras el ataque. De acuerdo con la Media Luna Roja, las imágenes «refutan categóricamente las afirmaciones de la ocupación de que las fuerzas israelíes no atacaron aleatoriamente las ambulancias» y que estos vehículos se estaban acercando «de manera sospechosa, sin luces ni señales de emergencia».
Tras la publicación de la grabación de vídeo, Israel cambió su versión de lo ocurrido y admitió que sus soldados «cometieron errores». Aunque siguieron insistiendo en que al menos seis de los médicos estaban vinculados a Hamás, a pesar de que hasta el momento no han aportado pruebas. Admiten que estaban desarmados cuando los soldados abrieron fuego y niegan que alguno de los sanitarios estuviera esposado antes de morir y que no fueron ejecutados a corta distancia.

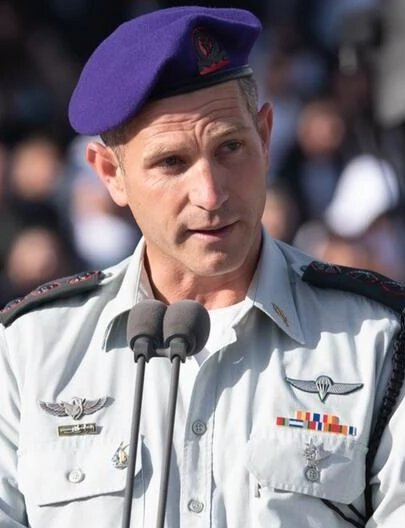
El general de brigada, Yehuda Vach, que estaba al mando de las tropas que masacraron a los paramédicos

La masacre fue perpetrada por soldados de la Brigada Golani. En el momento de los asesinatos, actuaban bajo el mando del general de brigada Yehuda Vach, quien tiene un historial de establecer «zonas de exterminio» en Gaza donde se asesina a civiles y de decir a sus subordinados que «no hay inocentes en Gaza». También estuvieron presentes en el lugar agentes de campo de la Unidad 504, una unidad de inteligencia militar con reputación de crueldad y actos de tortura. El 8 de febrero de 2025, la Fundación Hind Rajab presentó una denuncia contra Vach ante la Corte Penal Internacional por genocidio, crímenes de guerra y crímenes contra la humanidad.

### Relato de los sobrevivientes
Dos paramédicos palestinos sobrevivieron al ataque al convoy.

#### Munther Abed
Munther Abed de 27 años, voluntario de la Media Luna Roja desde los 18, se encontraba en la primera ambulancia que llegó al lugar de un ataque aéreo en el distrito de Hashashin, en Rafah, cuando fue atacada por disparos israelíes. Abed sobrevivió lanzándose al suelo, mientras que sus dos compañeros en la parte delantera murieron.
Tras ser capturado por soldados israelíes, Abed describió el trato que recibió: «Me desnudaron por completo, solo en ropa interior, y me ataron las manos a la espalda», recordó. «Me tiraron al suelo y comenzó el interrogatorio. Sufrí torturas severas, incluyendo palizas, insultos, amenazas de muerte y asfixia cuando un soldado me presionó el cuello con un rifle. Otro soldado me puso una daga en el hombro izquierdo». Durante su detención, presenció cómo otros vehículos de rescate, incluyendo ambulancias y camiones de bomberos, eran emboscados por las fuerzas israelíes. También vio llegar una excavadora para cavar una fosa donde enterraron los vehículos y los cuerpos. Abed declaró que un oficial de ambulancias de la Media Luna Roja, Assad al-Nassara, quien permanece desaparecido, estaba vivo en un centro de detención israelí cerca del lugar de la masacre.
Abed declaró que «todo indica que se trata de una ambulancia de la Media Luna Roja Palestina. Todas las luces estaban encendidas hasta que el vehículo recibió fuego directo». Añadió que la afirmación de Israel de que Hamás utilizó las ambulancias era «totalmente falsa» y que «toda la tripulación es civil». Si bien las FDI describieron la zona como una zona de guerra, Abed afirmó que Hashashin era una zona civil donde se desarrollaba la vida cotidiana, no una zona de combate designada. Añadió que la afirmación de Israel de que Hamás utilizó las ambulancias era «totalmente falsa» y que «toda la tripulación es civil».
Fue obligado a ayudar a los soldados israelíes a investigar y fotografiar a los residentes locales, a quienes se les ordenó abandonar la zona y trasladarse a la llamada por Israel «zona segura» de Al-Mawasi. Lo liberaron por la noche y le devolvieron su reloj y ropa interior, pero no su documento de identidad, uniforme de paramédico ni zapatos. Abed recibió instrucciones de caminar hacia Al-Mawasi y finalmente logró parar un vehículo de la Media Luna Roja que pasaba para pedir ayuda.

#### Assad Al-Nassasrah
Asaad al Nasasra, un paramédico de la Media Luna Roja y uno de los dos únicos sobrevivientes de la masacre, se salvó de ser asesinado por parte de los soldados israelíes después de que los dijera en hebreo que era israelí. También denunció que escuchó a los soldados israelíes rematar a tiros a sus compañeros cuando aún seguían vivos. De acuerdo con la Media Luna Roja Palestina Asaad, fue golpeado, humillado y torturado en los 37 días que pasó detenido. «Lo maltrataron, lo agredieron físicamente, lo ataron, lo golpearon, también lo mataron de hambre y lo sometieron a [tortura] psicológica. Durante tres días lo aislaron y lo metieron en una habitación con música muy alta, que los israelíes llamaban la sala de la discoteca; en su descripción, un lugar en el que te volvías literalmente loco, con la música tan alta que sentías que te sangraban la nariz y los oídos».

### Víctimas
La FICR identificó a sus trabajadores desaparecidos como los oficiales de ambulancia Mostafa Khufaga, Saleh Muamer y Ezzedine Shaath, y los voluntarios de primera respuesta Mohammad Bahloul, Mohammed al-Heila, Ashraf Abu Labda, Raed al-Sharif y Rifatt Radwan, y agregó que el oficial de ambulancia Assad al-Nassasra todavía estaba desaparecido. Poco después se completó la lista de víctimas con los nombres de Youssef Khalifa, Fouad Al-Jamal, Zuhair Al-Farra, Anwar Al-Attar, Sameer Al-Bahabsa, Ibrahim Al-Maghari y Kamal Mohammed Shahtout.
Ninguno de los nombres de las víctimas que se recuperaron de la fosa común coincide con los nombres de los «terroristas» que las FDI afirmaron que habían eliminado y uno de los cuerpos recuperados tenía las manos atadas.
El secretario general de la FICR, Jagan Chapagain, declaró que se sentía «desconsolado» y agregó que los empleados sanitarios «llevaban emblemas que deberían haberlos protegido» y «sus ambulancias estaban claramente identificadas».
La Media Luna Roja Palestina informó el 13 de abril que el técnico de ambulancias Assad al Nasasrá, que estaba desaparecido desde el ataque israelí contra el convoy de ambulancias, está vivo y se encontraba «retenido por las autoridades de la ocupación israelí». El 29 de abril la Media Luna Roja Palestina anunció la liberación por parte de Israel del médico detenido el 23 de marzo.

## Operación de rescate
Del 23 al 30 de marzo, se llevó a cabo una «compleja» operación de rescate de una semana de duración con excavadoras y maquinaria pesada para buscar los cuerpos enterrados bajo la arena y los escombros, mientras que los servicios de emergencia utilizaban palas para excavar en la tierra. La operación de rescate se complicó por la negativa de las Fuerzas de Defensa de Israel (FDI) a cooperar con la Media Luna Roja Palestina, la OCHA y la ONU, negándoles la entrada a la zona. El 27 de marzo se recuperó el cuerpo de un trabajador de la defensa civil, y el 30 de marzo se recuperaron catorce más.

## Investigación
El jefe de Estado Mayor de las FDI, Eyal Zamir, ordenó una investigación interna del incidente por parte de la unidad responsable de la gestión de presuntos crímenes de guerra. Hasta la fecha, se han remitido decenas de incidentes a esta unidad, pero no se han impuesto amonestaciones ni sanciones contra ningún soldado de las FDI.
Según la organización israelí de derechos humanos Yesh Din, el sistema establecido por el Estado Mayor de las Fuerzas de Defensa de Israel (FDI) para investigar posibles crímenes de guerra está diseñado principalmente para proteger a las fuerzas armadas de la rendición de cuentas, manteniendo al mismo tiempo la apariencia de un debido proceso. Un análisis de las campañas militares israelíes de la última década reveló que se presentaron al menos 664 denuncias para su revisión, pero más del 80 % se archivaron sin siquiera iniciar una investigación penal. La organización concluyó que el sistema de aplicación de la ley del ejército rara vez presenta cargos contra soldados de bajo rango y evita casi por completo investigar a los comandantes superiores.
El ejército israelí publicó el informe de la investigación el 20 de abril de 2025, que concluyó que los asesinatos fueron causados por «varias fallas profesionales, incumplimiento de órdenes y la falta de información completa sobre el incidente» pero que no se incumplió el Código Ético de las Fuerzas Armadas israelíes. También informaron que destituyeron al subcomandante de la unidad de reconocimiento de la Brigada Golani por «su responsabilidad como comandante al mando y por informar de forma incompleta e imprecisa durante la investigación». Así mismo, fue «amonestado» el comandante de la 14.ª Brigada Blindada de Reserva —la unidad responsable del ataque— por su «responsabilidad en el incidente». La agencia humanitaria de las Naciones Unidas en Gaza, la Media Luna Roja Palestina y la defensa civil de Gaza condenaron la falta de rendición de cuentas tras la investigación israelí. La agencia de defensa civil de Gaza desestimó las conclusiones del informe del ejército israelí, acusando a los militares de mentir en un intento de justificar los ataques a los convoyes de rescate. Jonathan Whittall, jefe humanitario de la ONU para Gaza, afirmó que la investigación no fue lo suficientemente profunda. «La falta de una verdadera rendición de cuentas socava el derecho internacional y hace del mundo un lugar más peligroso».
El 15 de abril de 2025, The New York Times publicó los resultados de la autopsia de catorce de los quince miembros del convoy. La autopsia fue llevada a cabo por el doctor Ahmad Dhair, jefe de la unidad de medicina forense de la Franja de Gaza, en colaboración con el doctor Arne Stray-Pedersen, patólogo forense del Hospital de la Universidad de Oslo. La autopsia reveló que once de los cadáveres tenían heridas de bala, ocho de ellos en el torso o la espalda y cuatro más en la cabeza. La mayoría de ellos habían recibido varios disparos. Otra de las víctimas tenía graves heridas de metralla en el pecho y el abdomen, y los dos restantes tenían heridas «consistentes» con el impacto de la metralla, posiblemente de una explosión cercana. A muchos de los cuerpos les faltaban extremidades u otras partes del cuerpo, incluido uno que había sido partido por la mitad a la altura de la pelvis. Otro de los cuerpos tenía moratones y heridas en las muñecas que sugieren que había sido maniatado antes de su muerte. Los catorce cuerpos examinados llevaban los uniformes de la Media Luna Roja palestina o de la Defensa Civil gazatí en el momento de la muerte. El pobre estado de conservación de los cadáveres hacía difícil establecer más datos, como la distancia con la que habían sido realizados los disparos.

## Reacciones
- La Federación Internacional de Sociedades de la Cruz Roja y de la Media Luna Roja condenó los ataques, calificándolos de «los más mortíferos» para sus trabajadores en casi una década.[6] También afirmó en un comunicado el 30 de marzo que los ocho cadáveres de sus trabajadores fueron recuperados «después de siete días de silencio y de que se les negara el acceso a la zona de Rafah donde fueron vistos por última vez».[5]

- La Media Luna Roja Palestina calificó el ataque a sus trabajadores como un crimen de guerra y declaró: «Esta masacre de nuestro equipo es una tragedia no solo para nosotros en la Sociedad de la Media Luna Roja Palestina, sino también para la labor humanitaria y la humanidad». Condenó a Israel por asesinar a los trabajadores humanitarios «a sangre fría».[6]

- El director de la Oficina de las Naciones Unidas para la Coordinación de Asuntos Humanitarios (OCHA) en los territorios palestinos ocupados, Jonathan Whittall, declaró: «Los trabajadores de la salud nunca deberían ser un objetivo. Y, sin embargo, hoy estamos aquí, desenterrando una fosa común de personal de primera respuesta y paramédicos».[6]

- El comisionado general de la Agencia de Naciones Unidas para los Refugiados de Palestina en Oriente Próximo (UNRWA), Philippe Lazzarini, dijo que el funcionario de la ONU asesinado era uno de sus empleados y que el entierro masivo de los cuerpos en «fosas poco profundas» constituye «una profunda violación de la dignidad humana».[5] Sam Rose, director interino de la oficina de UNWRA en Gaza, dijo: «Lo que sabemos es que quince personas perdieron la vida, que fueron enterradas en tumbas poco profundas en un terraplén de arena en medio de la carretera, tratadas con total indignidad y lo que parecería ser una violación del derecho internacional humanitario».[46]

- El portavoz de Amnistía Internacional (AI) en los territorios palestinos ocupados, Mohamed Duar, declaró: «A pesar de su estatus de protección bajo las Convenciones de Ginebra y el Derecho Internacional Humanitario, las fuerzas israelíes siguen atacando al personal sanitario... Ambulancias y hospitales siguen siendo atacados y destruidos».[12]

- El Alto Comisionado de las Naciones Unidas para los Derechos Humanos, Volker Türk, aseguró sentirse «consternado» por el ataque y que este hecho aumenta la preocupación por la comisión de crímenes de guerra por parte del Ejército israelí. Además solicitó que debe llevarse a cabo una «investigación independiente, pronta y exhaustiva sobre las muertes, y los responsables de cualquier violación del Derecho Internacional deben rendir cuentas».[47]

- La Unión Europea condenó «firmemente la muerte de 15 trabajadores humanitarios en Gaza el 23 de marzo y pide rendición de cuentas». La declaración no menciona en ningún momento a Israel como autor de estas muertes, aunque sí pide a las autoridades israelíes «levantar el bloqueo sobre Gaza para permitir la entrada de ayuda humanitaria en cantidad suficiente y a toda la Franja».[48]

- Expertos internacionales han calificado este ataque de crimen de guerra.[14]